# Сент-Джордж-Бастер
Сент-Джордж-Бастер (англ. Saint George Basseterre Parish) — один из 14 округов (единица административно-территориального деления) государства Сент-Китс и Невис.

## География
Расположен на острове Сент-Китс и является крупнейшим округом на острове и вторым по величине в стране после Сент-Джеймс-Уиндуорда на острове Невис (28,7 км²). Округ имеет самую длинную береговую линию.
Сент-Джордж-Бастер является наиболее разнообразные природные условия по сравнению со всеми другими округами страны. Его северную часть занимает плодородная равнина, южную — сухой и бесплодный Юго-восточный полуостров.

## Население
Это самый большой округ по численности населения, сосредотачивающий примерно треть населения страны (13 220 человек). Административный центр и крупнейший город округа — Бастер, одновременно являющийся столицей всего государства.